# Нукшоара (комуна)
Нукшоара (рум. Nucșoara) — комуна у повіті Арджеш в Румунії. До складу комуни входять такі села (дані про населення за 2002 рік):
- Грую (145 осіб)
- Нукшоара (460 осіб)
- Сбогіцешть (543 особи)
- Слатіна (572 особи)

Комуна розташована на відстані 144 км на північний захід від Бухареста, 53 км на північ від Пітешть, 136 км на північний схід від Крайови, 73 км на південний захід від Брашова.

## Населення
За даними перепису населення 2002 року у комуні проживали 1720 осіб, усі — румуни. Усі жителі комуни рідною мовою назвали румунську.
Склад населення комуни за віросповіданням:
| Релігія       | Кількість осіб | Відсоток |
| ------------- | -------------- | -------- |
| православні   | 1718           | 99,9%    |
| п'ятдесятники | 1              | 0,1%     |